# Brian Nielsen (bokser)
 "Brian Nielsen" omdirigeres hertil. For andre betydninger af Brian Nielsen, se Brian Nielsen (flertydig).
Brian Nielsen (født 1. april 1965 i Korsør) er en dansk tidligere professionel bokser. Han havde IBO-sværvægtstitlen fra 1996 til 1999 og forsvarede den med succes fem gange, bl.a. mod Larry Holmes og Phil Jackson. I 1992 vandt han olympisk bronze i super-sværvægt og blev samme år professionel bokser under promotor Mogens Palle. Efter at have vundet IBO's VM i 1996 var Brian Nielsen ubesejret 49 kampe i træk. I 1999 havde han med 49 sejre tangeret den tidligere sværvægtsverdensmester Rocky Marcianos rekord. Nielsen var IBC-verdensmester (2000-2002), da han i Parken tabte til Mike Tyson på teknisk knockout. To år senere, i 2003, valgte han at slutte sin professionelle karriere. Indtil da havde han bokset i alt 66 kampe - af dem tabte han to. I 2011 gjorde han comeback med en kamp mod amerikaneren Evander Holyfield, som Brian Nielsen tabte i 10. omgang.
I 2018 blev han optaget i Dansk Professionelt Bokse-Forbunds Hall of Fame sammen med Jimmi Bredahl og Knud Larsen.
Han har en søn og en datter fra sit første ægteskab med Pia Nielsen. Han har sammen med sin nuværende partner Jeanette Buchard Hansen to tvillingedøtre. Familien har siden 2001 været bosiddende i Málaga, hvor de driver Brian Nielsen Golf & Events, som tilbyder det danske golfpublikum forskellige pakkerejser.

## Karriere

### Amatørkarrieren
Brian Nielsen startede i en relativt sen alder med at bokse. Som 20-årig var han allerede svært overvægtig og ønskede at komme i bedre form. På grund af dette meldte han sig ind i Korsør Amatørbokseklub. Fra sin start i bokseklubben var der ingen, der troede på ham. Han var bare ikke god nok, det var ikke fordi han var dårlig, han var bare ikke noget specielt.
I bokseklubben blev Brian Nielsen gode venner med nogle af Korsør ABK’s bedste boksere, Mark Hulstrøm og Kenneth Franklin, og det var venskaber, der gav Brian Nielsen blod på tanden. Han ville også bokse kampe. Det var dog ikke noget, som hans træner, Johnny Antonsen, var begejstret for. Gennem længere tid nægtede han ganske enkelt Brian Nielsen kampe, da han mente, at det ville være dårlig reklame for hans klub. Men Brian Nielsen ville så gerne prøve at bokse en rigtig kamp. Og hans største drøm var at blive sjællandsmester.
Efter længere tids plagen gav Johnny Antonsen dog efter. Han ville stadig ikke have Brian Nielsen til at bokse på hjemmebane, for de lokale tilskuere i Korsør skulle ikke udsættes for så dårlig en bokser. I stedet blev Brian Nielsen sendt til Svendborg, hvor Johnny Antonsen havde arrangeret en kamp mod den lokale helt Carsten Dahl. Brian Nielsen havde alle odds imod sig. Han var svært overvægtig, og hans tekniske kvaliteter i bokseringen var lig nul. Træner Johnny Antonsen ville end ikke tage med sin bokser til Svendborg, da han var bange for at blive til grin. I stedet blev Brian Nielsen sekunderet af sin gode ven Kenneth Franklin.
Frygten skulle dog vise sig at være ubegrundet. Brian Nielsen kørte tværs over Carsten Dahl og vandt sin første kamp på knockout i 2. omgang. Carsten Dahl fik senere muligheden for revanche, men igen vandt Brian Nielsen på knockout.
Derefter gik det hurtigt for Brian Nielsen. Selvom det ikke altid så lige kønt ud, vandt han langt størstedelen af sine kampe. Han blev både sjællandsmester og dansk mester fem år i træk (1988-1992), og vandt derudover en lang række internationale turneringer. Karrieren som amatør sluttede efter OL i Barcelona i 1992, hvor Brian Nielsen vandt bronze. I semifinalen tabte han til den stærke cubaner Roberto Balado (Balado døde i en trafikulykke cirka to år efter OL i Barcelona).
I alt boksede Brian Nielsen 111 kampe som amatør, hvoraf han imponerende vandt de 104. Kun én gang i amatørkarrieren var Brian Nielsen til tælling, og kun én gang blev han stoppet før tid – under en EM-slutrunde, hvor han blev stoppet af lægen pga. en flænge ved det ene øje. Hans "kendingsmelodi" er: "Always Look On the Bright Side of Life" af Monty Python.

### Professionel karriere
Efter OL i 1992 valgte Brian Nielsen at skrive professionel kontrakt med promotor Mogens Palle. Brian Nielsen fik sin debut i i Parken i september 1992. Den kamp er mest kendt for, at TV2’s kommentator Knud Esmann talte i meget negative vendinger om Brian Nielsen.
Efter at have vundet sine første 23 kampe som professionel, fik Brian Nielsen i januar 1996 chancen for at vinde VM-titlen hos det lille og lidet anerkendte forbund IBO. Brian Nielsen vandt IBO-titlen over Tony la Rosa og satte den to måneder efter på spil mod amerikaneren Phill Jackson i en kamp, som han vandt på teknisk knockout, da Jackson opgav efter seks omgange.
I januar 1997 satte Brian Nielsen IBO-titlen på spil mod den legendariske og dengang 48-årige amerikaner Larry Holmes. Holmes, der blandt mange andre havde besejret Muhammad Ali, skulle være Brian Nielsens vej til den helt store kamp i USA. Brian Nielsen vandt kampen mod Holmes knebent på point, men storkampen lod vente på sig. I stedet begyndte Brian Nielsen og Mogens Palle at ane legendariske Rocky Marcianos rekord som den sværvægter, der havde vundet flest kampe i træk.
Jagten på Marcianos rekord blev for alvor indledt, og i juni 1999 stod Brian Nielsen klar til sin jubilæumskamp nr. 50. En sejr her ville give ham den rekord, som han havde tangeret to måneder tidligere.
I starten af kampen tydede alt på, at Brian Nielsen ville få sin rekord. Han havde sin modstander, amerikaneren Dick Ryan, i gulvet, men mod slutningen af kampen måtte Brian Nielsen kæmpe endnu mere mod en dehydrering end mod Dick Ryan. I starten af sidste omgang havde Brian Nielsen så lidt styr over sin krop, at kampleder Jess Andreasen valgte at stoppe ham og tildele sejren til amerikaneren.
Efter det fatale og meget overraskende nederlag var der lang vej tilbage for Brian Nielsen. Han var dog tilbage i ringen allerede 2½ måned efter nederlaget, og i den sidste halvdel af 1999 vandt han fire kampe ud af lige så mange mulige. I januar 2000 stod han derfor foran en ny titelkamp hos et andet lille forbund, IBC. Modstanderen var Troy Weida fra USA, og ud over  Mike Tyson var han på det tidspunkt den eneste der havde slået Nielsen i gulvet. Brian Nielsen rejste sig dog fra gulvturen og vandt på knockout.
Nederlaget mod Dick Ryan blev revancheret i december 2000, og i oktober 2001 stod Nielsen foran en kamp mod Mike Tyson, som fandt sted i Parken i København den 13. oktober 2001 foran 22.000 tilskuere. Brian Nielsen måtte opgive mellem 6. og 7. omgang, da han havde fået en flænge over det venstre øje som generede hans syn.
Efter nederlaget boksede han yderligere to kampe, som han begge vandt, men derefter var han i længere tid plaget af en skade i knæet. Han stoppede officielt karrieren i sommeren 2003. Han havde planer om at gøre et comeback i 2008 eller i 2009. Den 8. februar 2010 blev der offentliggjort planer om et comeback for Brian Nielsen i en kamp mod den tidligere verdensmester Evander Holyfield, og efter en del debat om den sportslige værdi af en sådan kamp, blev kampen arrangeret til afvikling den 7. maj 2011 i DR Koncerthuset. Brian Nielsen tabte kampen i tiende omgang, da dommeren valgte at stoppe kampen.

## Filmografi
Brian Nielsen har medvirket i følgende spillefilm:
- Tøsepiger (1996)
- Inkasso (2004)
- Ledsaget Udgang (2007)
- Anja og Viktor - Brændende kærlighed (2007)

Desuden spillede han sig selv i episoden “Copenhagen” (2016), af sæsonen ‘’Out of the Park: Europe” af den canadiske sit-com-serie Trailer Park Boys.